# أوسكار مارسيلينو ألفاريس
أوسكار مارسيلينو ألفاريس (بالإسبانية: Óscar Marcelino Álvarez)‏ (ولد بتاريخ 25 مايو 1948 – وتوفي بتاريخ 28 أبريل 2016) وهو لاعب كرة قدم أرجنتيني سابق لعب كمهاجم لعدة أندية وهي بانفيلد، نيولز أولد بويز، باس جيانينا، باناثينايكوس ونادي أتروميتوس.

## وصلات خارجية
- Oscar Alvarez bio (باليونانية)